# Sâmbăta de Sus
Sâmbăta de Sus alte Schreibweise Sîmbăta de Sus [ˈsɨmbɘta de sus] (veraltet Sâmbăta Răsăriteană; deutsch Ober-Mühlendorf, ungarisch Felsőszombatfalva) ist eine Gemeinde im Kreis Brașov in der Region Siebenbürgen in Rumänien.
Der Ort ist auch unter den deutschen Bezeichnungen Obersambata und Ober-Sombath und den ungarischen Keletifelsőszombatfalva und Szombatfalva bekannt.

## Geographische Lage

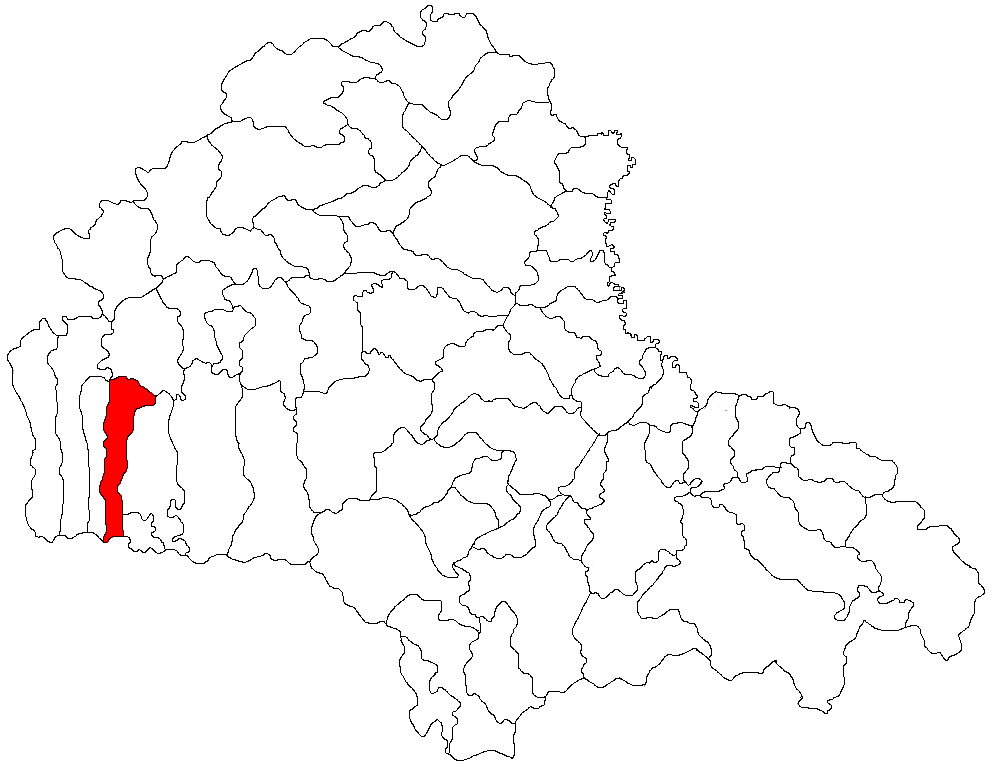
Lage der Gemeinde Sâmbăta de Sus im Kreis Brașov

Sâmbăta de Sus liegt in den Nordausläufern der Fogarascher Berge (Munții Făgăraș). Im Westen des Kreises Brașov liegt das agrarisch geprägte Dorf an der Kreisstraße (drum județean) DJ 105B und am Bach Sâmbăta 6 km südlich des Flusses Olt (Alt) und der Europastraße 68. Der Ort befindet sich 18 Kilometer südwestlich von der Stadt Făgăraș (Fogarasch); die Kreishauptstadt Brașov (Kronstadt) etwa 85 Kilometer östlich entfernt.
Sâmbăta de Sus ist auch Ausgangspunkt auf den Moldoveanu, den höchsten Berg Rumäniens.

## Geschichte
Sâmbăta de Sus wurde 1437 erstmals urkundlich erwähnt und war lange Zeit im direkten Besitz verschiedener Bojaren. Vor allem die Familie Brâncoveanu prägte die Geschichte des Dorfes. Im östlichen Teil der Gemeinde ist auch noch der Gutshof der Familie Brâncoveanu erhalten.
Ursprünglich gehörte Sâmbăta de Sus zur Gemeinde Voila, wurde jedoch im Jahr 2003 ausgegliedert. Gemeinsam mit dem neun Kilometer südlich gelegenen Luftkurort Stațiunea Climaterică Sâmbăta, bei dem sich auch das bekannte orthodoxe Kloster Sâmbăta de Sus befindet, bilden beide Orte die heutige Gemeinde.
Der Handel beschränkt sich auf mehrere kleine Lebensmittelgeschäfte. Im Dorf gibt es einen Kindergarten und eine Grundschule (școală generală).

## Bevölkerung
Die Bevölkerung auf dem Gebiet der heutigen Gemeinde entwickelte sich wie folgt:
| 1850 | 1.632 | 1.597 | 7 | - | 28            |
| 1920 | 1.571 | 1.565 | - | 6 | -             |
| 1941 | 1.912 | 1.824 | 2 | 4 | 82            |
| 1977 | 2.043 | 2.031 | 1 | 3 | 8             |
| 1992 | 1.524 | 1.444 | 2 | - | 78            |
| 2002 | 1.511 | 1.407 | ? | ? | 100           |
| 2011 | 1.581 | 1.455 | - | - | 126 (50 Roma) |
| 2021 | 1.610 | 1.428 | 2 | 2 | 178 (86 Roma) |

Des Weiteren wurden 1930 ein Serbe und 2002 zwei Ukrainer registriert.
Die Bevölkerung lebt meist vom Ackerbau und der Viehzucht. Zahlreiche Bewohner pendeln auch in die Industriebetriebe von Făgăraș und Victoria. Ein wichtiger Arbeitgeber ist zudem die Firma S. C. Gouda Gold S. R. L., die ein Werk zur Käseherstellung in der Gemeinde betreibt. Daneben spielt der Tourismus eine bedeutende Rolle, vor allem durch das im südlichen Teil des Gemeindegebiets gelegene Kloster, um das in den letzten Jahren einige Hotels und Pensionen entstanden sind.